# Kawaii Asia
Kawaii Asia（カワイイエイジア）は、2014年10月から2017年6月まで放送されていた（後続番組Kawaii JAPAN-da!! 2017年7月 - ）、MBSテレビとスペースシャワーTVの共同製作による若い女性向けの情報番組である。MBSでは火曜深夜1時59分、SPACE SHOWER TVでは水曜8時30分より放送されていた。

## 概要
日本やアジアのカワイイものや女子が気になるものを世界に発信していくというコンセプトで始まった情報バラエティである。モデルの舟山久美子ややのあんな、柴田紗希などのモデルを中心に女の子に注目のトレンドやグルメ、ファッション、サブカル、珍しいイベントや体験などを紹介していく。

## 出演

### レギュラー
- 舟山久美子
- 椎名ひかり
- 松本愛
- 中田クルミ
- やのあんな
- 柴田紗希